# Tsyklon-4
Tsyklon-4 är en ukrainsk raket under utveckling. Raketen är baserad på den sovjetiska interkontinentala roboten R-36.
Raketen är en vidare utveckling av Tsyklon-3, med ett nytt större tredje steg.